# Chamesol
Chamesol település Franciaországban, Doubs megyében. Lakosainak száma 386 fő (2022. január 1.). Chamesol Pierrefontaine-lès-Blamont, Montécheroux, Montjoie-le-Château, Saint-Hippolyte, Soulce-Cernay és Villars-lès-Blamont községekkel határos.

## Népesség
A település népességének változása:
| Lakosok száma | 300  | 306  | 310  | 363  | 395  | 373  | 378  | 386  | 390  | 386  |
|               | 1968 | 1982 | 1990 | 2006 | 2013 | 2015 | 2017 | 2019 | 2020 | 2022 |